# Vladimír Vonka
Vladimír Vonka (31. července 1930 Praha – 20. června 2025) byl český lékař a vědec působící v oblasti virologie a protinádorových vakcín.

## Biografie
Roku 1947 odmaturoval na smíchovském Vančurově reálném gymnáziu. Poté vystudoval Lékařskou fakultu Univerzity Karlovy v Praze.
Jeho rozsáhlé celoživotní odborné dílo si získalo široké mezinárodní uznání. Společně s gynekologem Jiřím Kaňkou v 70. a 80. letech 20. století vedl studii, která přispěla ke zjištění virového původce rakoviny děložního čípku, což pak umožnilo vývoj příslušné vakcíny.
Patří mezi zakládající členy Učené společnosti ČR z roku 1994. V roce 2005 obdržel z rukou prezidenta republiky Václava Klause státní vyznamenání Medaili za zásluhy v oblasti vědy. Byl členem Evropské akademie věd a umění.